# 岡垣町 (小惑星)
岡垣町（おかがきまち、15316 Okagakimachi）は、小惑星帯に位置する小惑星の1つである。北海道北見市で円舘金と渡辺和郎によって発見された。名前は福岡県岡垣町にちなむ。